# دون ويب
دون ويب (بالإنجليزية: Don Webb)‏ هو لاعب كرة قدم أمريكية أمريكي، ولد في 22 مايو 1939 في جفرسون سيتي في الولايات المتحدة.

## وصلات خارجية
- دون ويب على موقع مرجع كرة القدم المحترفة.كوم (الإنجليزية)